# Расторог
Расторо́г — село в Железногорском районе Курской области. Входит в состав Разветьевского сельсовета.

## География
Расположено на западе района, в 10 км к юго-западу от Железногорска на реке Смородинке. Высота над уровнем моря — 205 м.

## История
Наиболее раннее упоминание села Расторог содержится в рыльской отказной книге за 1625 год и связано с выделением поместья рядом с Расторогом Ивану Богданову сыну Тетерину.
По данным писцовых книг 1628—1629 годов земля в Растороге принадлежала служилым людям Полянским, которые по всей видимости были здесь первопоселенцами и основателями деревни. В 1632 году земелевладельцем в Растороге числился Родион Силин сын Полянский. Позднее здесь поселились служилые люди Беседины и Малаховы.
В 1654 году в деревне Расторог была построена Михайловская часовня. В 1668 году она была заменена церковью, освящённой в честь Архангела Михаила. В 1705 году было возведено новое церковное здание. К приходу храма, помимо жителей Расторога, было приписано население соседней деревни Клишино. В Государственном архиве Курской области сохранились метрические книги Архангельской церкви за 1877, 1880, 1881, 1882, 1884, 1890, 1895 и 1906 годы.
В XVII—XVIII веках село входило в состав Свапского стана Рыльского уезда. 
К началу XVIII века потомки первопоселенцев Расторога — Полянские, Беседины, Малаховы — были переведены в сословие однодворцев. 
Бо́льшую часть населения Расторога составляли крепостные крестьяне, но здесь жили и несколько семей лично свободных однодворцев. По данным 9-й ревизии 1850 года в Растороге жили однодворцы Полянские (9 дворов) и Малаховы (2 двора) — всего 101 человек (42 мужчины и 59 женщин) в 11 дворах. Местные однодворцы входили в подчинение Фокинской казённой волости Дмитриевского уезда.
К моменту отмены крепостного права в 1861 году 301 крестьянин села принадлежал графу Шереметеву. С тех пор и до 1920-х годов Расторог входил в состав Киликинской волости Дмитриевского уезда. В 1862 году в Растороге было 87 дворов, проживало 740 человек (343 мужского пола и 397 женского). В 1877 году в Растороге было 100 дворов, проживало 568 человек. В 1900 году в селе проживало 814 человек (413 мужского пола и 401 женского), а в 1905 году — 879 человек (444 мужского пола и 435 женского).
В 1924 году Дмитриевский уезд был упразднён, село вошло в состав Льговского уезда Курской губернии. С 1928 в составе Михайловского (ныне Железногорского) района. С приходом советской власти Расторог стал административным центром Расторогского сельсовета, вошедшего в 1928 году в состав новообразованного Михайловского (ныне Железногорского) района. В 1937 году в селе было 123 двора. Во время Великой Отечественной войны, с октября 1941 года по февраль 1943 года, Расторог находился в зоне немецко-фашистской оккупации. По состоянию на 1955 год в селе действовал колхоз «Новый путь».
В 2010 году с упразднением Расторогского сельсовета село вошло в состав Разветьевского сельсовета.

## Население
| 1862 | 1877 | 1883 | 1897 | 1905 | 1979 | 2002 |
| ---- | ---- | ---- | ---- | ---- | ---- | ---- |
| 740  | ↘568 | ↗655 | ↗869 | ↗879 | ↘275 | ↘81  |
| 2010 |      |      |      |      |      |      |
| ↘77  |      |      |      |      |      |      |

## Памятники истории
В селе находится братская могила 173 советских воинов и партизан, погибших в боях с фашистскими захватчиками в 1943 году во время Великой Отечественной войны. Установлены фамилии у 175 человек. Скульптура установлена в 1952 году. Большинство солдат, покоящихся в братской могиле, были перезахоронены в 1952 году из села Лубошево (это солдаты 354-й, 246-й, 137-й и 69-й стрелковых дивизий) и из поселка Круглого (воины 37-й гвардейской дивизии). Также здесь похоронены несколько человек, умерших от ран в 476-м хирургическом передвижном полевом госпитале и 265-м медсанбате 246-й стрелковой дивизии. Также в братской могиле в Растороге покоятся останки местных партизан Александра Ивановича Авчинникова, расстрелянного фашистами 16 февраля 1943 года, и Константина Михайловича Рассказова, убитого немцами 20 декабря 1942 года.